# Max Martini
Maximilian Carlo "Max" Martini  (Woodstock, 11 december 1969) is een Amerikaans acteur. Hij is vooral bekend door zijn rol in de televisieserie The Unit, en door zijn diverse rollen in de televisieseries CSI: Crime Scene Investigation en CSI: Miami.
In 2011 speelde hij in de film Colombiana.

## Filmografie

### Televisieseries
exclusief gastrollen
- Harsh Realm - als Waters (5 afleveringen, 1999-2000)
- Level 9 - als Jack Wiley (11 afleveringen, 2000-2001)
- Da Vinci's Inquest - als Danny Leary (13 afleveringen, 1998-2002)
- Breaking News - als Nate Natleson (4 afleveringen, 2002)
- Taken - als Kolonel Breck (2 afleveringen, 2002)
- 24 - als Steve Goodrich (3 afleveringen, 2003)
- CSI: Miami - als Bob Keaton (3 afleveringen, 2003-2005)
- The Unit - als Mack Gerhardt (69 afleveringen, 2006-2009)
- Lie to Me - als Dave Burns/Dave Ellstrom (3 afleveringen, 2010)
- CSI: Crime Scene Investigation - als Jarrod Malone/Jason Kent (2 afleveringen, 2003-2011)
- Castle - als Hal Lockwood (2 afleveringen, 2011)
- Revenge - als Frank Stevens (7 afleveringen, 2011-2012)
- Republic of Doyle - als Big Charlie Archer (2 afleveringen, 2013)
- Crisis - als Koz (13 afleveringen, 2014)
- Zombie Basement - als Milo (2 afleveringen, 2015)
- Real Detective - als detective Tommy Ray (Aflevering Darkness, 2016)
- The Order - als Edward Coventry (8 afleveringen, 2019)

### Films
- Pictures of Baby Jane Doe (1995)
- Contact (1997)
- Saving Private Ryan (1998)
- Desert Son (1999)
- Cement (2000)
- Backroads (2003)
- Redbelt (2008)
- Trooper (2010)
- Colombiana (2011)
- Hirokin (2012)
- Pacific Rim (2013)
- Captain Phillips (2013)
- Hunting Season (2013)
- Sabotage (2014)
- Fifty Shades of Grey (2014)
- 13 Hours: The Secret Soldiers of Benghazi (2016)
- Fifty Shades Darker (2017)
- Fifty Shades Freed (2018)
- Eli (2019)

- Bibliothèque nationale de France: cb15002915v (data)
- Gemeinsame Normdatei: 1044941561
- International Standard Name Identifier: 0000 0000 7846 0745
- Library of Congress Control Number: no2004047867
- Système universitaire de documentation: 224080067
- Virtual International Authority File: 44008812
- WorldCat: E39PBJB8tjfdGkqcCBhhkWQH4q